# 乌克瑟勒松德市镇
58°40′N 17°07′E / 58.667°N 17.117°E
乌克瑟勒松德市镇（瑞典語：Oxelösunds kommun）是瑞典东南部南曼兰省的一个市镇。其治所位于乌克瑟勒松德。